# 多尔斯沙尔·弗里吉斯
多尔斯沙尔·弗里吉斯（匈牙利語：Doleschall Frigyes；1897年9月28日—1964年3月31日），匈牙利医生，1957年参与领导建立工农革命政府，担任匈牙利卫生部部长。